# The Les Humphries Singers

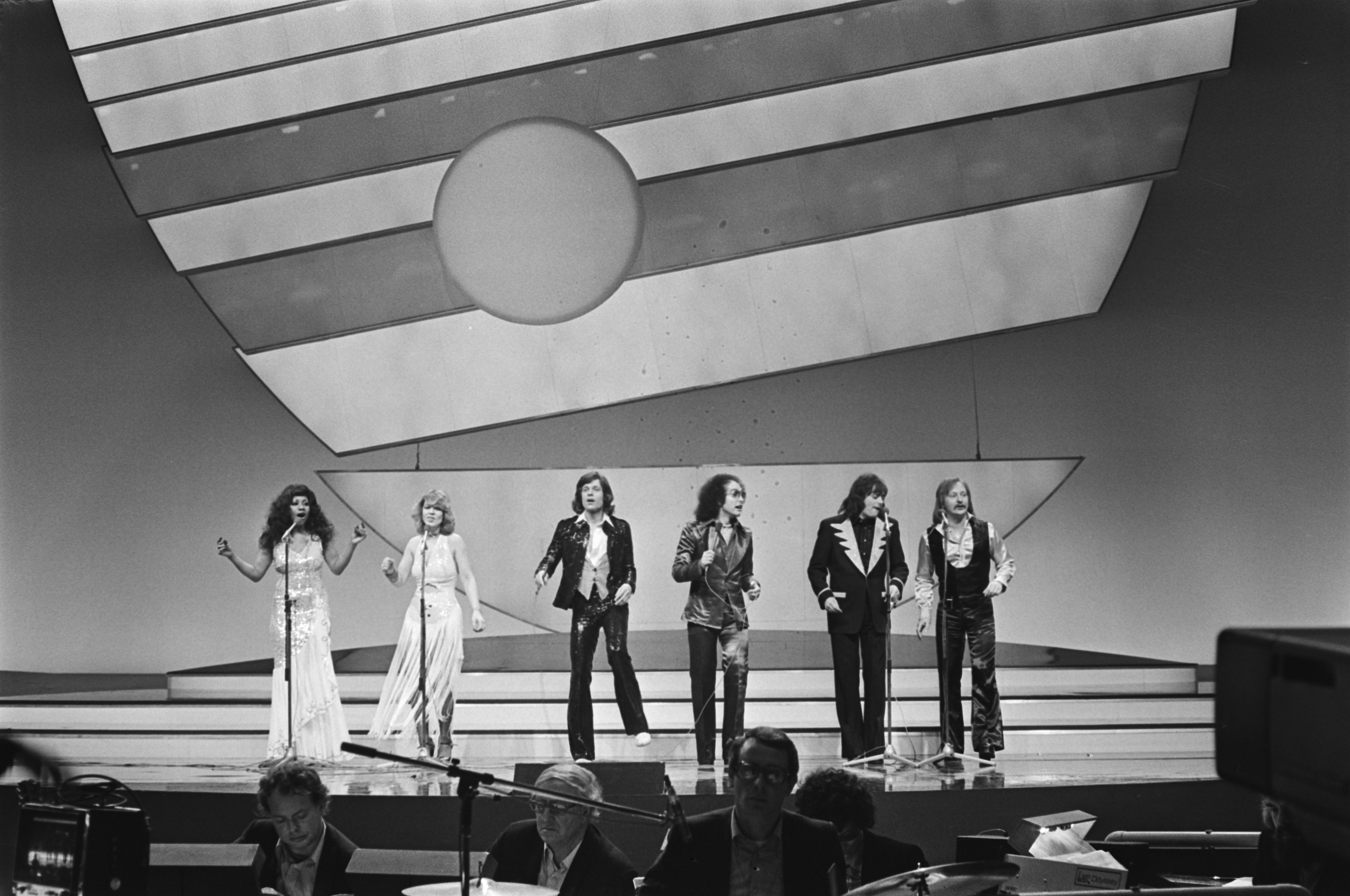
Les Humphries Singers beim Eurovision Song Contest 1976

Die Les Humphries Singers sind eine Gesangsgruppe, die 1969 von dem damals in Hamburg lebenden Engländer Les Humphries gegründet wurde. Sie fiel durch die große Zahl ihrer Sänger verschiedener ethnischer Herkunft auf, die etwas vom Flair der Hippiebewegung und des damals populären Gospel nach dem Vorbild der Edwin Hawkins Singers in die Popmusik brachten. In der ersten Hälfte der 1970er Jahre war die Gruppe vor allem im deutschsprachigen Raum sehr erfolgreich.

## Gruppenkarriere
Ihren ersten großen Hitparadenerfolg hatten die Les Humphries Singers 1970 in den Niederlanden mit dem Gospelschlager To My Father’s House, der dort sechs Wochen lang auf dem ersten Platz stand. Vor allem im deutschsprachigen Raum erzielte die Gruppe zahlreiche weitere Single-Hits. Zu den erfolgreichsten und bekanntesten Titeln zählen (We’ll Fly You to the) Promised Land, We Are Goin’ Down Jordan, Old Man Moses, Mexico, Mama Loo und Kansas City.
Ihr Repertoire bestand neben von Humphries selbst verfassten Liedern aus Traditionals, Spirituals und Evergreens. Die Gruppe nahm außerdem eine Reihe von Alben mit Medleys von damals aktuellen Hits anderer Interpreten auf. Veröffentlicht wurden die Schallplatten auf Decca Records. Das Kürzel „MGH-Produktion“ steht für Jack Martin, Günter Gayer und Les Humphries. An der Entstehung der Titel und der Entwicklung des Gruppensounds war darüber hinaus auch der gelegentliche Koautor und Arrangeur Jimmy Bilsbury (1942–2003) aus England maßgeblich beteiligt. Bandleader Humphries begleitete seinen Chor am Piano oder betätigte sich hin und wieder auch selbst als Sänger, wie bei Jennifer Adam auf der 1972er-LP Mexico.
Der Leadgesang wurde von verschiedenen Mitgliedern der Gruppe übernommen. Besonders häufig hatten diese Rolle Jimmy Bilsbury sowie – bis zu seinem Austritt aus der Gruppe Mitte 1972 – Malcolm Magaron († 2025) aus St. Lucia in der Karibik inne: Bilsbury insbesondere auf vielen Titeln der frühen LPs und bei Mexico, Magaron zum Beispiel bei Rock My Soul, Soolaimon, We Are Goin’ Down Jordan und Old Man Moses. Die Leadsänger anderer Single-Hits waren beispielsweise Enry David bzw. nur im Studio Barbara Johnson (To My Father’s House), Dornée Edwards († 2006; Promised Land), Barry St. John († 2020; Take Care of Me), John Lawton (Mama Loo), Earl Jordan (Carnival), Dave O’Brien (Kansas City zusammen mit Bilsbury und Lawton) und Sheila McKinlay († 2012; Amazing Grace). Während des etwa achtjährigen Bestehens der Gruppe gehörten außerdem Peggy Evers, Heike Kloen („Goldie“; † 2004), Tina Werner, Victor Scott († 2020), Judy Archer, Liz Mitchell, Christopher Yim, Jürgen Drews, Elvira Herbert („Puppa“; † 1980), Linda Uebelherr, Claudia Schwarz († 2021), Don Adams († 1995) und Emily Woods sowie kurzzeitig Myrna David, Henner Hoier, Maddy Verhaar, Gail Stevens und Lil Walker († 2018) dazu. Mit der Zeit wurde der Chor von ursprünglich acht auf bis zu sechzehn Mitglieder erweitert, die zum Teil nicht mitsangen. Einige der neuen Gesichter waren aber auch schon an früheren Studioaufnahmen beteiligt.
Bei Auftritten wirkte die Gruppe stets ungezwungen und gutgelaunt. Hinter den Kulissen jedoch sorgte der rigorose Führungsstil des oft als schwierig und jähzornig beschriebenen Bandleaders und früheren Mitglieds der Royal Marines Les Humphries häufig für Spannungen. Malcolm Magaron und Liz Mitchell sowie die Schwestern Enry († 2019) und Myrna David stiegen schon Mitte 1972 aus. Letztere veröffentlichten als Duo unter dem Namen Big Secret und sangen bei Family Tree. Ein Jahr zuvor hatten bereits Henner Hoier, Dornée Edwards und Heike Kloen den Chor verlassen. Als im Sommer 1974 auch Tina Werner ausstieg, waren von den ersten Besetzungen während des Jahres 1970 nur noch Jimmy Bilsbury, Peggy Evers, Judy Archer und Victor Scott dabei.
Unter musikalischer Leitung von Humphries und Hans Hammerschmid begleiteten die Singers Hildegard Knef 1971 auf deren Album Worum geht’s hier eigentlich? und traten mit der Chansonsängerin gemeinsam in verschiedenen TV-Sendungen auf. Die Single Mexico (1972) verwendet die Melodie des Liedes The Battle of New Orleans von Jimmy Driftwood aus dem Jahr 1936, das die Schlacht von New Orleans von 1815 im Britisch-Amerikanischen Krieg thematisiert. Humphries schrieb den Liedtext für Mexico um, damit er die Autorentantiemen einfordern konnte. Weil sein ursprünglicher Text aber zu ähnlich zu The Battle of New Orleans war, verfasste er den Text nochmals neu, um Plagiatsvorwürfen zu entgehen. Die neu aufgenommene Fassung erschien auf späteren Alben.
1973 hatte die Gruppe in der ZDF-Krimiserie Der Kommissar (Folge 60: Die Nacht, in der Basseck starb) eine Gastrolle. 1974 traten sie im Klamauk-Gangsterfilm Es knallt und die Engel singen als Chicago-Gangster auf. Der Soundtrack zum Film bestand aus bekannten Hits der Gruppe; der Song Do You Kill Me or Do I Kill You wurde parallel dazu als Single veröffentlicht. 1975 spielten die Les Humphries Singers für einen Werbespot des Uhrenherstellers Timex den Titel It’s Timex Time ein („ticke-ticke-timex“). Die Chormitglieder erhielten als kleines „Dankeschön“ wasserdichte und stoßfeste Uhren, während Humphries die vereinbarte Werbesumme kassierte. 1976 vertraten sie im niederländischen Den Haag Deutschland als eines von 18 teilnehmenden Ländern beim Eurovision Song Contest mit dem von Ralph Siegel und Kurt Hertha geschriebenen deutschsprachigen Titel Sing Sang Song, der auf Platz 15 gewählt wurde. Aufgrund der Wettbewerbsregeln durften nur sechs Mitglieder der Gruppe auf die Bühne.

## Auflösung und Comeback
Nach dem Misserfolg beim europäischen Schlagerwettbewerb löste sich die Gruppe Ende 1976 auf, zumal das Publikumsinteresse schon seit geraumer Zeit erheblich nachgelassen hatte. Humphries setzte sich aufgrund von Steuerschulden in seine englische Heimat ab und kehrte erst nach der Verjährung dieses Delikts nach Deutschland zurück. Er lud seine Singers im Oktober 1991 nach Hamburg in die NDR Talk Show ein. Anschließend bekamen sie einen Plattenvertrag beim Label Pilz, wo 1992 das Album Spirit of Freedom entstand. Es folgten eine Deutschlandtournee als Vorgruppe von Howard Carpendale und einige TV-Sendungen. Im Februar 1993 war ihr letzter Auftritt in der Sendung Meine Show mit Dagmar Frederic. Am 29. Dezember 2007, drei Tage nach dem Tod des Bandgründers Les Humphries, zeigte der NDR einen ausführlichen Dokumentarfilm von Andreas Fischer über die Gruppe mit dem Titel „Die Les Humphries Singers – Aufstieg und Fall einer Poplegende“.

## Andere Aktivitäten der Mitglieder
Humphries war Ende der 1960er Jahre Keyboarder bei der Hamburger Rockgruppe Wonderland, die mit Moscow 1968 einen Top-20-Hit in Deutschland hatte. Jimmy Bilsbury sang in der britischen Rockgruppe Magic Lanterns, deren Single Shame, Shame Ende 1968 die Top-40 in den USA erreichte. Jürgen Drews gehörte den Les Humphries Singers an, bis er 1976 mit Ein Bett im Kornfeld, der deutschen Coverversion von Let Your Love Flow der Bellamy Brothers, den Durchbruch als Solokünstler schaffte.
Dornée Edwards, Malcolm Magaron und Liz Mitchell spielten bei der deutschen Produktion des Musicals Hair mit und machten ab Mitte 1972 eigene Schallplattenaufnahmen als Malcolm and Liz sowie in der Formation Malcolm’s Locks. Mitchell wurde nach der Trennung von Magaron als Sängerin bei Boney M berühmt. John Lawton war Mitglied bei der deutschen Progressive-Rock-Gruppe Lucifer’s Friend und ab 1976 Sänger von Uriah Heep. Barry St. John hatte 1965 einen Hit in Großbritannien mit Come Away Melinda und ist als Backgroundsängerin auf zahlreichen Aufnahmen britischer Rock- und Pop-Titel zu hören, zum Beispiel auf 20th Century Boy von T. Rex, The Golden Age of Rock’n’Roll von Mott the Hoople oder auf dem Pink-Floyd-Album The Dark Side of the Moon. Linda Uebelherr war auch Mitglied bei der Gesangsgruppe Silver Convention. Christopher Yim, der auch schon auf der Bühne mit zwei Kung-Fu-Schwertern zur Show beigetragen hatte, war in den 1980er Jahren Kung-Fu-Lehrer in Dortmund.

## The Les Humphries Singers 2007–2017
Im Mai 2007 starteten einige ehemalige Mitglieder der Les Humphries Singers mit Bühnen- und TV-Auftritten ohne den einstigen Bandleader zunächst als The Original Singers ein Comeback. Zu ihrem Repertoire gehören die alten Hits teilweise neu aufgenommen, neue Lieder (Boy Try to Run) und Gospels. Im April 2009 verkündete die Gruppe, der u. a. Peggy Evers-Hartig, Tina Kemp (Werner), Judy Archer und Jürgen Drews angehören, ihren neuen Gruppennamen The Les Humphries Singers Reunion. Das neu eingespielte Musikalbum Back in Time erschien Anfang Mai 2009. 2011 kehrte die Gruppe zu ihrem ursprünglichen Namen zurück und 2012 erschien ihr Album Forever Young mit der gleichnamigen Single-Auskopplung als The Les Humphries Singers. Auch die früheren Mitglieder Malcolm Magaron und Victor Scott kehrten in die Gruppe zurück.
Am 10. Mai 2020 starb Victor Scott. Jürgen Drews beendete am 14. Januar 2023 seine über 60-jährige Bühnenkarriere. Malcolm Magaron starb am 28. Januar 2025.

## Mitglieder
| Name                                                          | Zeitraum der Beteiligung      | Herkunftsland              |
| ------------------------------------------------------------- | ----------------------------- | -------------------------- |
| Les Humphries                                                 | 1969–1977 1991–1993           | Vereinigtes Königreich     |
| Jimmy Bilsbury                                                | 1969–1977 1991–1993           | Vereinigtes Königreich     |
| Henner Hoier                                                  | 1969–1971                     | BR Deutschland             |
| Barbara Johnson                                               | 1969 (nur im Tonstudio)       | Vereinigte Staaten         |
| Lil Walker                                                    | 1969 (Tonstudio) 1975 (Tour)  | Vereinigte Staaten         |
| Dornée Edwards                                                | 1970–1971                     | Jamaika                    |
| Enry David-Fascher                                            | 1970–1972 1991–1993           | Philippinen                |
| Malcolm Magaron                                               | 1970–1972 2014–2025           | St. Lucia                  |
| Peggy Evers-Hartig                                            | 1970–1976 2007–2014           | BR Deutschland             |
| Heike Kloen-Evert („Goldie“)                                  | 1970–1971                     | BR Deutschland             |
| Tina Kemp-Werner                                              | 1970–1974 2007–heute          | Schweden                   |
| Liz Mitchell                                                  | 1970–1972                     | Jamaika                    |
| Judy Archer                                                   | 1970–1976 2007–2014           | Trinidad und Tobago        |
| Victor Scott                                                  | 1970–1976 1991–1993 2014–2020 | Trinidad und Tobago        |
| Jürgen Drews                                                  | 1971–1976 1991–1993 2007–2012 | BR Deutschland             |
| Christopher Yim                                               | 1971–1976 1991–1993           | Südkorea                   |
| John Lawton                                                   | 1971–1976 1991–1993           | Vereinigtes Königreich     |
| Myrna David                                                   | 1971–1972                     | Philippinen                |
| Barry St. John                                                | 1972–1973                     | Vereinigtes Königreich     |
| Elvira „Puppa“ Herbert                                        | 1972–1975                     | BR Deutschland             |
| Earl Jordan                                                   | 1972–1976                     | Vereinigte Staaten         |
| Maddy Verhaar                                                 | 1973                          | Niederlande                |
| Dave O’Brien                                                  | 1973–1976                     | Vereinigtes Königreich     |
| Linda Uebelherr                                               | 1973–1974 2007–2010           | BR Deutschland             |
| Renate Bilsbury (nur Studio) (verheiratet mit Jimmy Bilsbury) | 1973–1977                     | BR Deutschland             |
| Sheila McKinlay                                               | 1973–1975 1991–1993           | Vereinigtes Königreich     |
| Claudia Schwarz                                               | 1974–1976                     | Österreich                 |
| Don Adams                                                     | 1974–1975                     | Vereinigtes Königreich     |
| Emily Woods-Jensen                                            | 1974–1976 1991–1993           | Vereinigte Staaten         |
| Gail Stevens                                                  | 1974                          | Vereinigte Staaten         |
| Barbara Sexton                                                | 1991–1993                     | Vereinigtes Königreich     |
| Gabi Stephanus                                                | 1991–1993                     | Deutschland                |
| Milena Mitrovic                                               | 1991–1993                     | Jugoslawien BR Jugoslawien |
| Chris Dakota                                                  | 2007–2010                     | Deutschland                |
| David Tobin                                                   | 2007–2009                     | Vereinigte Staaten         |
| Jay Jay van Hagen                                             | 2007–2013                     | Deutschland                |
| Willi Meyer                                                   | 2007–2009                     | Deutschland                |
| Ivonne Ballinas                                               | 2009–heute                    | Mexiko                     |
| Chele Aguilera                                                | 2009–heute                    | Spanien                    |
| Marvin Broadie                                                | 2010–heute                    | Vereinigte Staaten         |
| Ricky „Riko“ Berger                                           | 2012–2013                     | Österreich                 |
| Antoinette Kruger                                             | 2013–heute                    | Südafrika                  |
| Sascha Kramer                                                 | 2013–2015                     | Deutschland                |
| Patrick Simons                                                | 2014–2015                     | Deutschland                |
| Monica Green                                                  | 2015–heute                    | Vereinigte Staaten         |

## Diskografie
Studioalben

| Jahr | Titel                              | Höchstplatzierung, Gesamtwochen/‑monate, AuszeichnungChartplatzierungen (Jahr, Titel, Platzierungen, Wochen/Monate, Auszeichnungen, Anmerkungen) | Höchstplatzierung, Gesamtwochen/‑monate, AuszeichnungChartplatzierungen (Jahr, Titel, Platzierungen, Wochen/Monate, Auszeichnungen, Anmerkungen) | Höchstplatzierung, Gesamtwochen/‑monate, AuszeichnungChartplatzierungen (Jahr, Titel, Platzierungen, Wochen/Monate, Auszeichnungen, Anmerkungen) | Anmerkungen                            |
| Jahr | Titel                              | DE | AT | CH | Anmerkungen                            |
| ---- | ---------------------------------- | --- | --- | --- | -------------------------------------- |
| 1970 | I Believe / Rock My Soul           | — | — | — | Erstveröffentlichung: 1970             |
| 1971 | We’ll Fly You to the Promised Land | DE9 (11 Mt.)DE | — | — | Erstveröffentlichung: 1. Mai 1971      |
| 1971 | We Are Goin’ Down Jordan           | DE2 (10 Mt.)DE | — | — | Erstveröffentlichung: 1. Oktober 1971  |
| 1971 | Old Man Moses / Take Care of Me    | DE2 (9 Mt.)DE | — | — | Erstveröffentlichung: 1. April 1972    |
| 1972 | Mexico                             | DE2 (9 Mt.)DE | AT1 (6 Mt.)AT | — | Erstveröffentlichung: 1. Oktober 1972  |
| 1973 | Mama Loo                           | DE1 (8 Mt.)DE | AT2 (4 Mt.)AT | — | Erstveröffentlichung: 1. April 1973    |
| 1973 | Carnival                           | DE23 (5 Mt.)DE | — | — | Erstveröffentlichung: 1. November 1973 |
| 1974 | Kansas City                        | DE3 (6 Mt.)DE | AT7 (1 Mt.)AT | — | Erstveröffentlichung: 1. April 1974    |
| 1974 | One of These Days                  | — | — | — | Erstveröffentlichung: 1974             |
| 1975 | Live for Today                     | — | — | — | Erstveröffentlichung: 1975             |
| 1975 | Family Show                        | — | — | — | Erstveröffentlichung: 1975             |
| 1976 | Sing Sang Song                     | — | — | — | Erstveröffentlichung: 1976             |
| 1992 | Spirit of Freedom                  | — | — | — | Erstveröffentlichung: 1992             |
| 2012 | Forever Young                      | — | — | — | Erstveröffentlichung: 2012             |

grau schraffiert: keine Chartdaten aus diesem Jahr verfügbar

## Dokumentation
- Good Luck, Les Humphries! (Ein Film von Sigmar Börner), Erstsendung am 14. April 1971
- Les Humphries Singers – Versuch eines Gruppenbildes (Ein Film von Günter Hassert), Erstsendung am 10. Januar 1972
- Les Humphries – Der programmierte Erfolg (Ein Film von Ottokar Runze), 1973
- Die Les Humphries Singers – Aufstieg und Fall einer Poplegende (NDR, 2007. 110-minütiger Dokumentarfilm von Andreas Fischer)

## Auszeichnungen
- 1971 Goldene Europa